# 錫吉尼奧諾拉山
45°58′06″N 8°59′36″E / 45.968333°N 8.993333°E

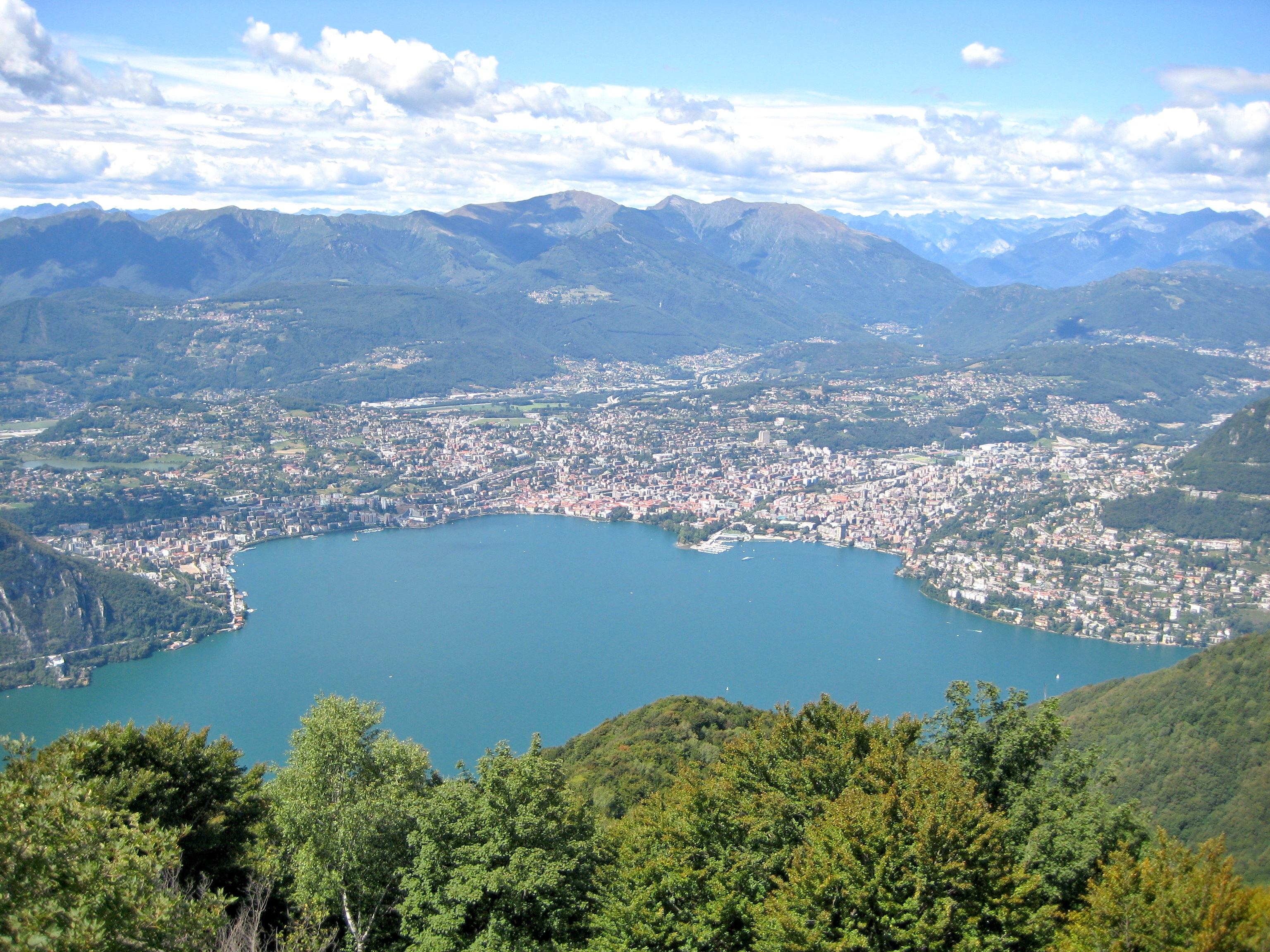

錫吉尼奧諾拉山（義大利語：Sighignola），是瑞士的山峰，位於意大利和瑞士接壤的邊境，由倫巴第大區和提契諾州負責管轄，屬於盧加諾前阿爾卑斯山脈的一部分，海拔高度1,314米。